# Antoine Léchères
Antoine Henri Léchères (né le 17 juin 1860 à Cluny, et mort le 19 août 1916 à Vitry-le-François) est un militaire et photographe français connu pour ses photos du Tonkin à la fin du XIXe siècle.

## Biographie
Antoine Léchères naît en 1860 à Cluny en Bourgogne, dans une famille d'hôteliers. Frappé par la défaite de 1870, il se destine à la carrière militaire et intègre Saint-Cyr en 1880, 65e promotion (1880-1882), promotion des Kroumirs.
Il s'engage en 1884 dans l'infanterie de marine et s'embarque pour rejoindre le corps expéditionnaire à Saïgon, en cette période où la France cherche à étendre son protectorat sur l'Indochine. 
Antoine Léchères est responsable du fort de Mytho près de Saïgon lorsqu'il reçoit l'ordre de se rendre au Cambodge pour soutenir le corps expéditionnaire. Il a l'occasion de se rendre à Angkor, d'où il rapporte quelques statues. Durant ses expéditions, il esquisse de nombreux croquis, des aquarelles et prend des photographies des lieux et des personnes rencontrés. Il n'a que des buts de souvenirs lorsqu'il dessine, peint ou photographie. 
Il effectue quatre ans de campagnes éprouvantes, de fort en fort, avant de revenir en France. Il termine sa vie comme colonel à la tête de ses troupes en tombant à Verdun en 1916 lors de la Première Guerre mondiale.
Ses photographies sont pour beaucoup des illustrations de la vie quotidienne et des peuples rencontrés.